# Гуньба лежача
Гуньба лежача (Trigonella procumbens) — вид рослин родини Метеликові.

## Будова
Однорічна трав'яниста рослина заввишки 30—80 см. Стебло гіллясте, лежаче, рідше стояче. Листя гострозубчасте. Суцвіття густе у формі голови, містить 20—30 квіток. При достиганні плодів витягується, стає довгасто-овальне і досить пухке. Плід — стручок завдовжки 5—6 мм, містить одну насінину. Насіння досить дрібні, довгасті, горбкуваті. Цвіте в червні-липні. Плодоношення в травні-липні.

## Поширення та середовище існування
Зростає в Центральній і Східній Європі, на Кавказі. Росте на вологих, іноді болотистих місцях.

## Практичне використання
Висушені й розтерті на порошок листки цієї рослини вживаються для ароматизації зеленого сиру разом з листям буркуну. У Грузії інколи вирощують як овоч.

## Галерея

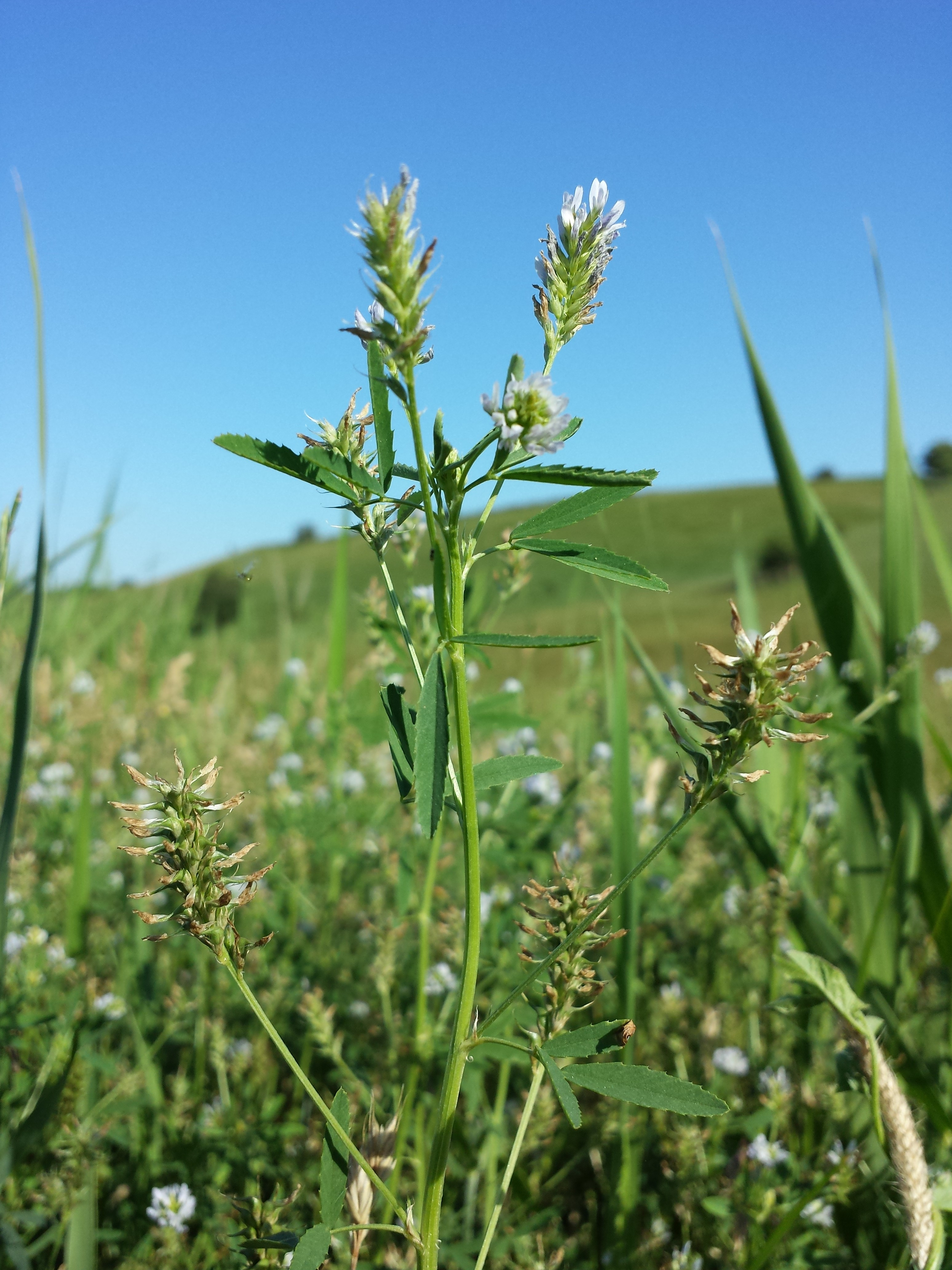
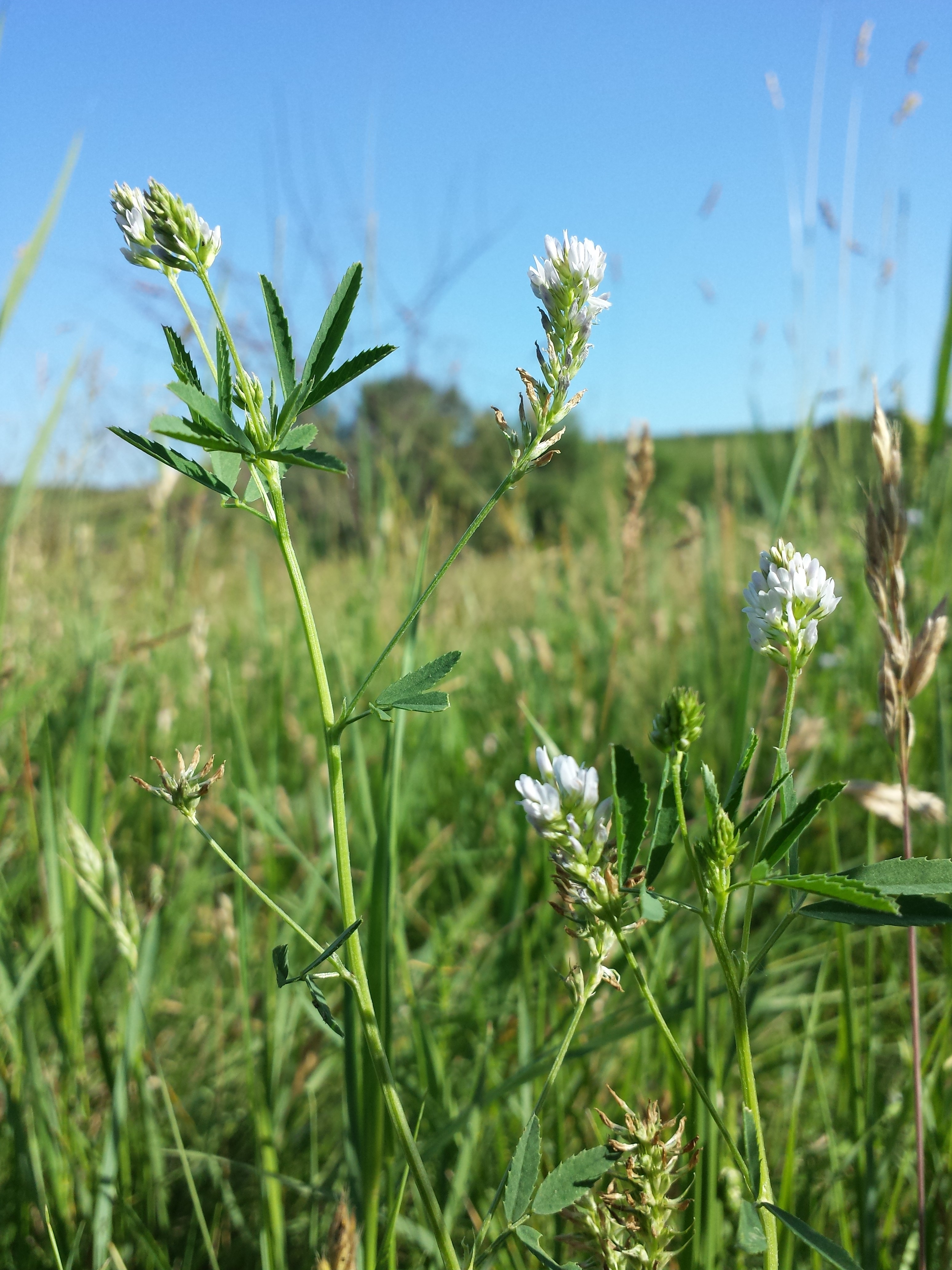
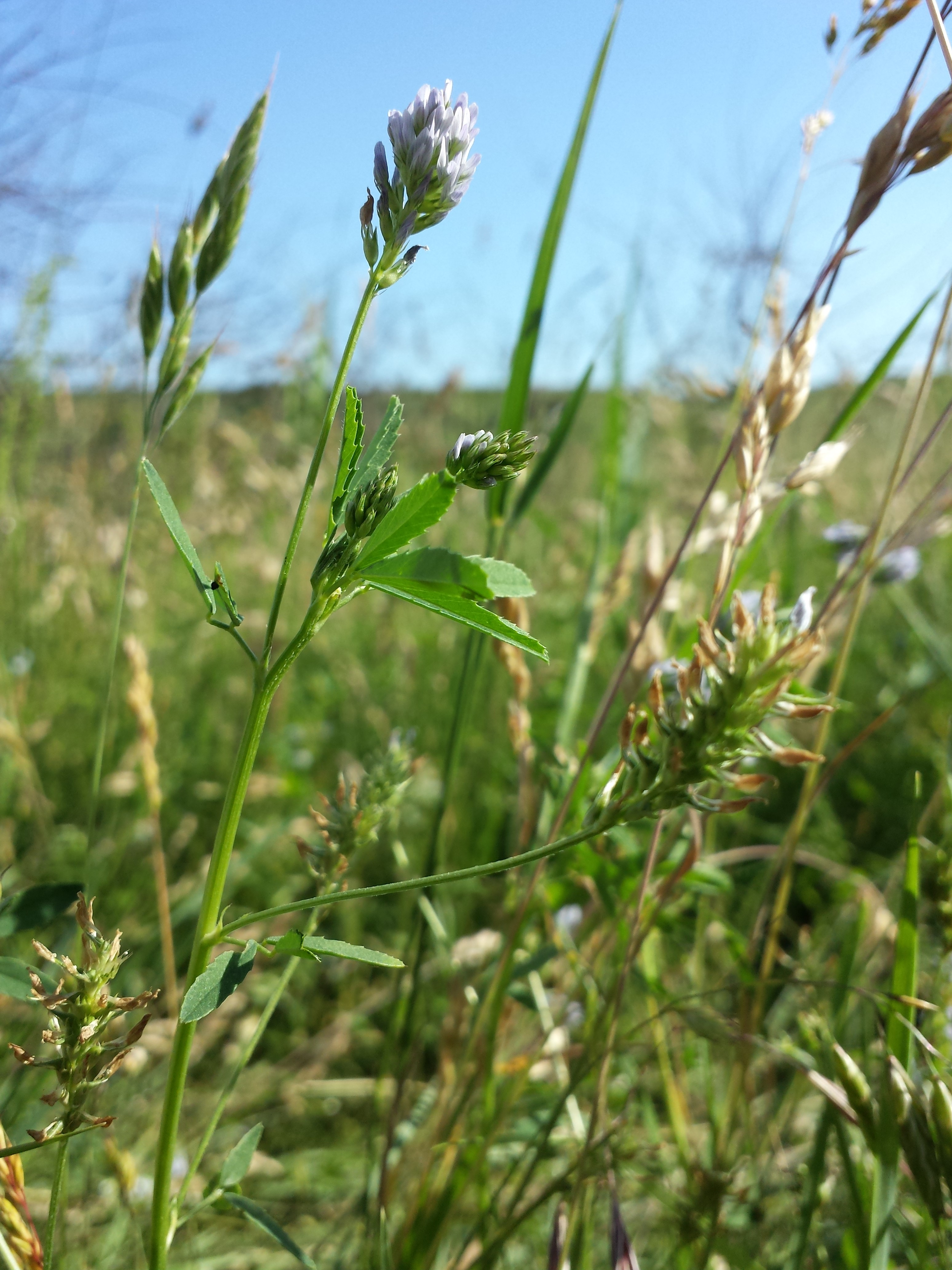